# Cinia Schriber

Cinia Schriber (an der Gemeindeversammlung Glarus Süd, 2024)

Cinia Schriber (* 28. April 1985 in Mexiko-Stadt) ist eine Schweizer Politikerin (Grüne).

## Leben
Cinia Schriber ist Physikerin. 2011 schloss sie ihr Studium der Physik an der ETH Zürich ab, promovierte ebenfalls an der ETH Zürich und arbeitete 2015–2020 als technische Projektleiterin bei Siemens als Bahningenieurin.
2020–2024 Elternzeit (Stellvertretung Sekundarlehrerin 2022).
Ab 2024 Projektleiterin bei der KVA Linth im ZAR CO2-Kompetenzzentrum. Sie befasst sich mit der CO2-Abscheidung und -Speicherung.
Schriber engagierte sich als Nachwuchsverantwortliche des Volleyballclubs Rämi in Zürich. Sie ist Mutter von zwei Kindern und lebt in Mitlödi in der Gemeinde Glarus Süd.

## Politik
Bei den Landratswahlen im Mai 2022 wurde Cinia Schriber in den Landrat des Kantons Glarus gewählt. Sie ist Mitglied der Kommission Energie und Umwelt, der sie als Präsidentin vorsteht.